# Charroux (Allier)
Charroux település Franciaországban, Allier megyében. Lakosainak száma 340 fő (2022. január 1.). Charroux Jenzat, Naves, Saint-Bonnet-de-Rochefort, Saint-Germain-de-Salles, Taxat-Senat és Ussel-d’Allier községekkel határos.

## Népesség
A település népességének változása:
| Lakosok száma | 427  | 352  | 324  | 374  | 381  | 367  | 362  | 351  | 346  | 340  |
|               | 1968 | 1982 | 1990 | 2006 | 2013 | 2015 | 2017 | 2019 | 2020 | 2022 |